# Giovanni Sadoleto
Pour les articles homonymes, voir Sadoleto.
Giovanni Sadoleto, (né en 1444 à Modène - mort le 12 novembre 1512 à Ferrare), dont le nom était francisé autrefois en Jean Sadolet, était un savant jurisconsulte italien du XVe siècle, qui fut successivement professeur de droit aux académies de Pise et de Ferrare.

## Biographie
Giovanni Sadoleto est le père du cardinal Jacopo Sadoleto (1477-1547) et de Giulio Sadoleto (v. 1494-1521), et l'oncle de Paolo Sadoleto (1508-1572), qui succéda en 1541 à son cousin le cardinal comme évêque de Carpentras.
II a laissé des Repetitiones legales. Girolamo Tiraboschi lui a donné une Notice très étendue dans la Biblioth. Modenese, et il en a fait l'éloge dans la Storia della letterat. ital.